# Tseloni
Tseloni /Kaska naziv u značenju “People of the End of the Rock or Mountain, ili "mountain top people",” jedna od četiri (prema Jennesu) skupine Sekani Indijanaca čiji se teritorij prostirao među izvorima rijeka Finlay i Liard u kanadskoj provinciji Britanska Kolumbija. Tseloni su se 1890. utemeljenjem Fort Grahame ujedinili s bandom Sasuchan.

## Vanjske poveznice
- Sekani Indians of Canada